# 陳妍
陳妍（ちん・けん、Chen Yan、1981年3月27日 - ）は中華人民共和国の競泳選手。

## 主な成績

### 1996年アトランタオリンピック競技大会
200m自由形2分03秒32で16位、400m自由形4分22秒55で29位、400m個人メドレー4分53秒87で17位、4×200mフリーリレー8分15秒38（2分02秒08）で8位。

## 自己ベスト
| 泳法         | 距離 | 水路   | 記録      | 樹立日         | 大会名     | 備考       |
| ------------ | ---- | ------ | --------- | -------------- | ---------- | ---------- |
| 自由形       | 400m | 長水路 | 4分05秒00 | 1997年10月17日 | 中国選手権 | アジア記録 |
| 個人メドレー | 400m | 長水路 | 4分34秒79 | 1997年10月17日 | 中国選手権 | アジア記録 |